# Portugal Cove-St. Philip's
Portugal Cove-St. Philip's est une ville de Terre-Neuve-et-Labrador au Canada.